# Jason Marquis
Jason Scott Marquis (Manhasset, 21 agosto 1978) è un giocatore di baseball statunitense.

## Carriera

### Gli inizi ad Atlanta
Scelto dopo aver finito il liceo dagli Atlanta Braves il 4 giugno 1996 nel draft, ha debuttato ufficialmente nella Major League Baseball (MLB) quattro anni più tardi il 4 giugno 2000.
Il 13 dicembre del 2003 è stato ceduto ai St. Louis Cardinals con Adam Wainwright e Ray King in cambio di J.D. Drew ed Eli Marrero. Marquis lasciò Atlanta dopo quattro stagioni, di cui tre da lanciatore partente, con un record totale di 14 vittorie e 15 sconfitte.

### Il passaggio ai Cardinals
La stagione 2004, la prima ai Cardinals, fu una delle sue migliori in carriera, con un bilancio positivo di 15 vittorie e 7 sconfitte, una media PGL di 3.71 e 138 strikeout, suo record personale per una singola stagione. Sempre nel 2004 ha giocato le gare dei playoff, prima contro i Los Angeles Dodgers nelle Division Series, poi nelle National League Championship Series contro gli Houston Astros, fino alle World Series dove i Cardinals furono sconfitti dai Boston Red Sox.
Nel 2005, come già nel 2004, ha superato quota 200 inning lanciati con una media PGL salita rispetto alla stagione precedente da 3.71 a 4.13. Anche il bilancio vittorie-sconfitte peggiorò, passando da 15-7 del 2004 a 13-14 nel 2005,  con 100 strikeout invece dei 138 del 2004. A fine stagione 2005 fu comunque premiato con il Silver Slugger Award come miglior battitore nella categoria dei lanciatori della National League; in quella stagione la sua media battuta fu .310.
Nel 2006, l'anno in cui i Cardinals vinsero le World Series, Marquis chiuse la stagione regolare con un bilancio di 14-16, una media PGL di 6.02 e 96 strikeout.

### Cubs (2007-2009)
Diventato free agent al termine della stagione 2006, a dicembre firmò un contratto con i Chicago Cubs.
Nella stagione 2007 e 2008 chiuse la stagione regolare con rispettivamente 12 e 11 vittorie.

### Rockies ed All-Star Game (2009)

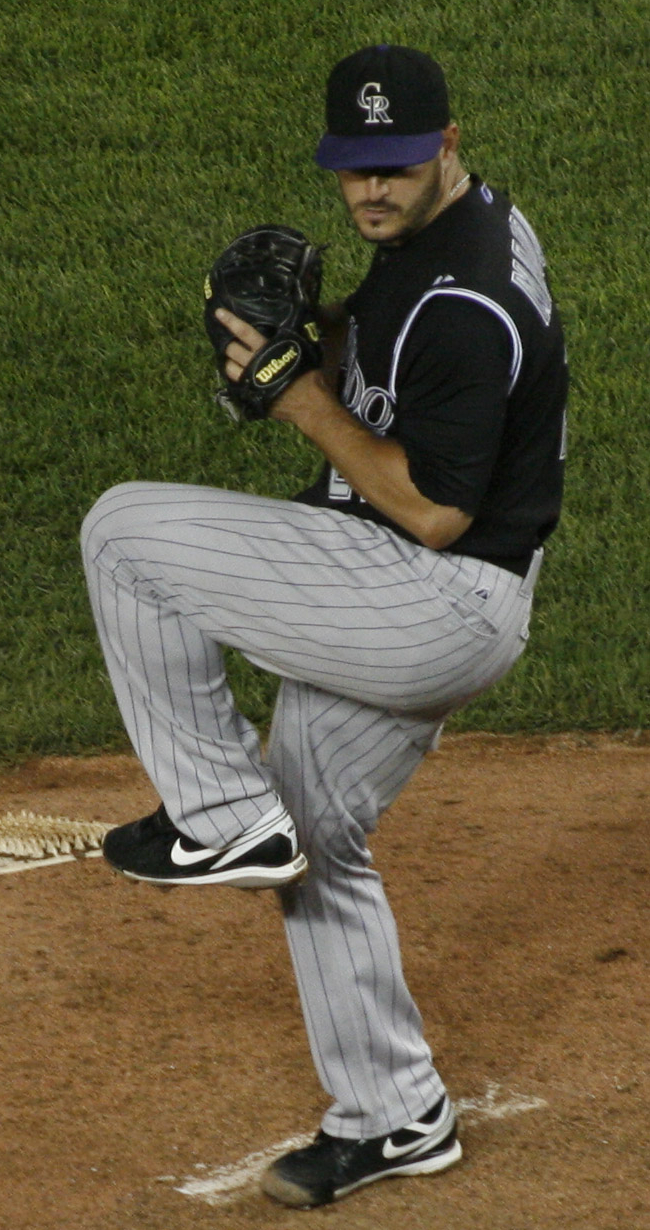
Marquis alla sua prima e unica stagione con i Rockies che gli garantirono l'accesso al Major League Baseball All-Star Game nel 2009

Nel gennaio 2009 fu ceduto ai Colorado Rockies in cambio di Luis Vizcaino. Con i Rockies ottenne 15 vittorie, eguagliando il record in carriera della stagione 2004, subendo 13 sconfitte. La sua media PGL si assestò a 4.04 con 115 strikeout in 216 inning lanciati. Grazie alla sua performance fu convocato per l'All-Star Game. Arrivati nei playoff, lanciò contro i Philadelphia Phillies che sconfissero i Rockies nelle Division Series.

### Il passaggio ai Nationals

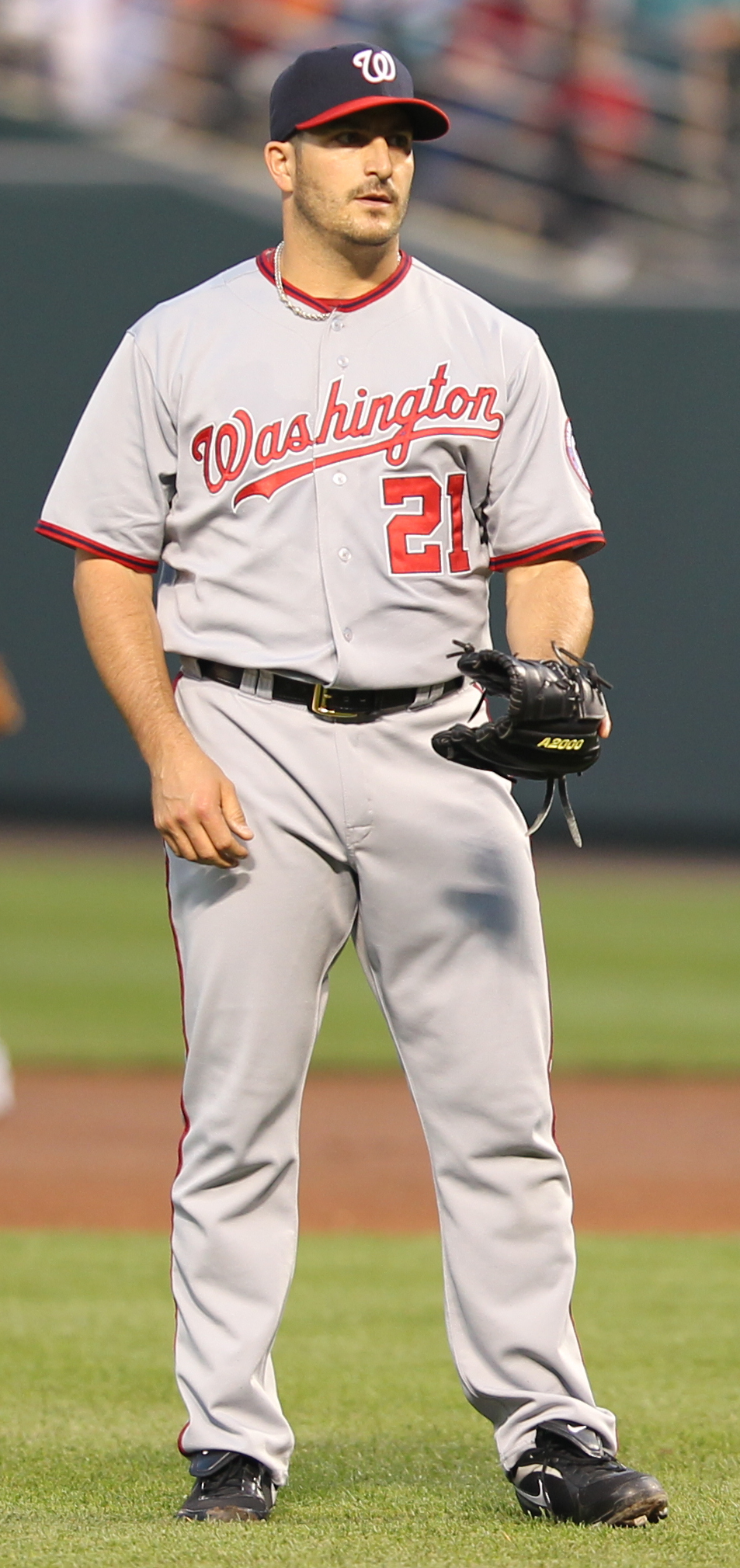
Jason con la maglia degli Washington Nationals nel 2010

Il 22 dicembre 2009 ha firmato un contratto con i Washington Nationals.
Nel 2010 giocò 13 partite da partente, terminando la stagione con un bilancio di 2 vittorie e 9 sconfitte con una media PGL di 6.60.
Nel 2011 ha concluso la sua permanenza con i Nationals dopo 20 partenze, con un record di 8–5 con una media PGL di 3.95 punti.

### Diamondbacks e Twins
Il 30 luglio 2011 è stato ceduto agli Arizona Diamondbacks, con cui ha giocato appena tre partite. Diventato free agent al termine della stagione, il 22 dicembre 2011 ha firmato un contratto con i Minnesota Twins, che lo hanno svincolato il maggio successivo dopo 7 partite.

### San Diego Padres
Il 22 maggio 2012 è passato a giocare nei San Diego Padres dove nella stagione 2012 ha collezionato un record di 6-7 in 15 partenze con una media PGL di 4.04 in 93.2 inning lanciati.
In totale, ha chiuso la stagione 2012 con Padres e Twins con un bilancio di 8-11 con una media PGL di 5.22 in 22 partenze.

## Statistiche carriera
| Stagione | team   | G  | GS | CG | SHO | IP    | H   | R   | ER  | HR | BB | SO  | W  | L  | ERA  |
| -------- | ------ | -- | -- | -- | --- | ----- | --- | --- | --- | -- | -- | --- | -- | -- | ---- |
| 2000     | ATL    | 15 | 0  | 0  | 0   | 23.1  | 23  | 16  | 13  | 4  | 12 | 17  | 1  | 0  | 5.01 |
| 2001     | ATL    | 38 | 16 | 0  | 0   | 129.1 | 113 | 62  | 50  | 14 | 59 | 98  | 5  | 6  | 3.48 |
| 2002     | ATL    | 22 | 22 | 0  | 0   | 114.1 | 127 | 66  | 64  | 19 | 49 | 84  | 8  | 9  | 5.04 |
| 2003     | ATL    | 21 | 2  | 0  | 0   | 40.2  | 43  | 27  | 25  | 3  | 18 | 19  | 0  | 0  | 5.53 |
| 2004     | STL    | 32 | 32 | 0  | 0   | 201.1 | 215 | 90  | 83  | 26 | 70 | 138 | 15 | 7  | 3.71 |
| 2005     | STL    | 33 | 32 | 3  | 1   | 207.0 | 206 | 110 | 95  | 29 | 69 | 100 | 13 | 14 | 4.13 |
| 2006     | STL    | 33 | 33 | 0  | 0   | 194.1 | 221 | 136 | 130 | 35 | 75 | 96  | 14 | 16 | 6.02 |
| 2007     | CHC    | 34 | 33 | 1  | 1   | 191.2 | 190 | 111 | 98  | 22 | 76 | 109 | 12 | 9  | 4.60 |
| 2008     | CHC    | 29 | 28 | 0  | 0   | 167.0 | 172 | 87  | 84  | 15 | 70 | 91  | 11 | 9  | 4.53 |
| 2009     | COL    | 33 | 33 | 2  | 1   | 216.0 | 218 | 104 | 97  | 15 | 80 | 115 | 15 | 13 | 4.04 |
| 2010     | WSH    | 13 | 13 | 0  | 0   | 58.2  | 76  | 47  | 43  | 9  | 24 | 31  | 2  | 9  | 6.60 |
| 2011     | WSH/MT | 23 | 23 | 0  | 0   | 132   | 154 | 74  | 65  | 11 | 43 | 76  | 8  | 6  | 4.43 |
| 2012     | MT/SP  | 22 | 22 | 0  | 0   | 127.2 | 146 | 86  | 74  | 23 | 42 | 91  | 8  | 11 | 5.22 |

## Premi
- World Series 2006
- Major League Baseball All-Star Game 2009
- Silver Slugger Award 2005